# Rajolar

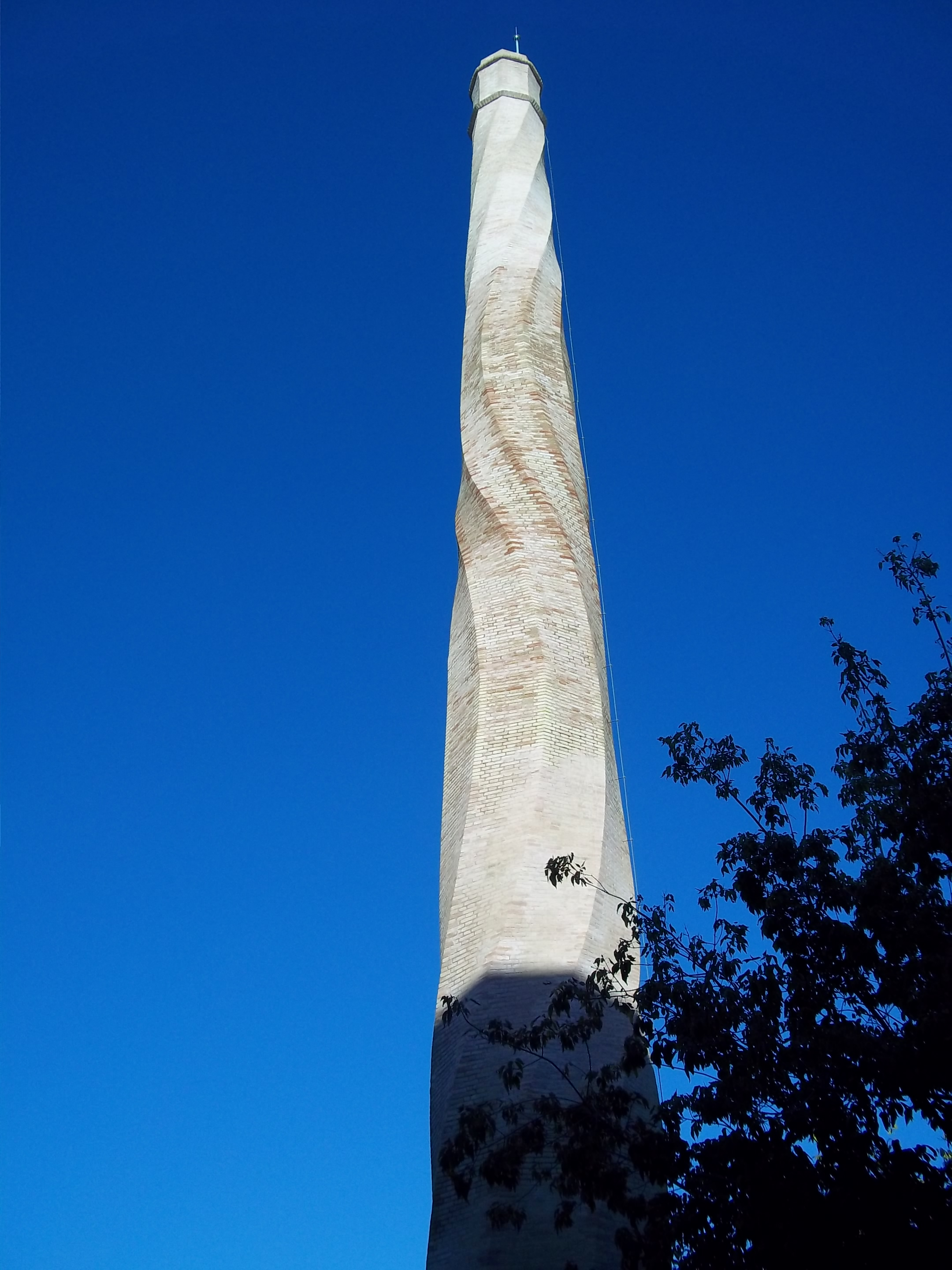
Fumeral de rajolar a Alfara del Patriarca

Un rajolar o rajoleria es una antiga fàbrica de rajoles habituals en algunes poblacions del País Valencià i Catalunya a primers del segle xx. Solien estar formats per un forn, el típic i llarg fumeral, una bassa, el terrer, les eres i els assecadors, i se situaven a prop de l'argila, que era la matèria primera.

## Alguns rajolars
- Antiga fàbrica de rajoles a Albalat dels Sorells.
- Rajolar sector PPR3 a Alfara del Patriarca.[7]
- Fumeral del Rajolar La Aldayense a Aldaia.
- Rajolar de Vicent Olmos a Aldaia.
- Rajolar del Bollo a Aldaia.
- Rajolar de Farinós a Aldaia.
- Rajolar de Bauset que és actualment el Museu de la Rajoleria a Paiporta.
- El Rajolar, forn ceràmic i dues naus a Puçol.
- Rajoleria Punxaserra a Celrà.
- Rajoleria Bosc de la Pedrera a Celrà.
- Rajoleria de Can Torrent a Tordera.
- Rajoleria de Delfià a Rabós.
- Rajoleria Can Quintana a Llambilles.
- Forn de la Costa de la Rajoleria a Port de la Selva.